# Kanton L'Yssandonnais
 L'Yssandonnais  is een kanton van het Franse departement Corrèze. Het kanton maakt deel uit van het arrondissement  Brive-la-Gaillarde.  

Het telt 14.353 inwoners in 2018.

Het kanton werd gevormd ingevolge het decreet van 24  februari 2014 met uitwerking op 22 maart 2015.

## Gemeenten
Het kanton L'Yssandonnais omvat volgende 21 gemeenten uit de opgeheven kantons Ayen en Juillac :
- Ayen
- Brignac-la-Plaine
- Chabrignac
- Concèze
- Juillac
- Lascaux
- Louignac
- Objat
- Perpezac-le-Blanc
- Rosiers-de-Juillac
- Saint-Aulaire
- Saint-Bonnet-la-Rivière
- Saint-Cyprien
- Saint-Cyr-la-Roche
- Saint-Robert
- Saint-Solve
- Segonzac
- Vars-sur-Roseix
- Vignols
- Voutezac
- Yssandon